# USS Taylor (DD-468)
Lo USS Taylor  (codice e numero d'identificazione DD-468) venne costruito nei cantieri Bath Iron Works nel Maine, impostato il 28 agosto 1941, varato il 7 giugno 1942 e consegnato alla US Navy il successivo 28 agosto 1943 venne destinato all'area del Pacifico dove operò intensamente fino al termine del conflitto nel quale venne decorato di ben quindici Battle Stars.

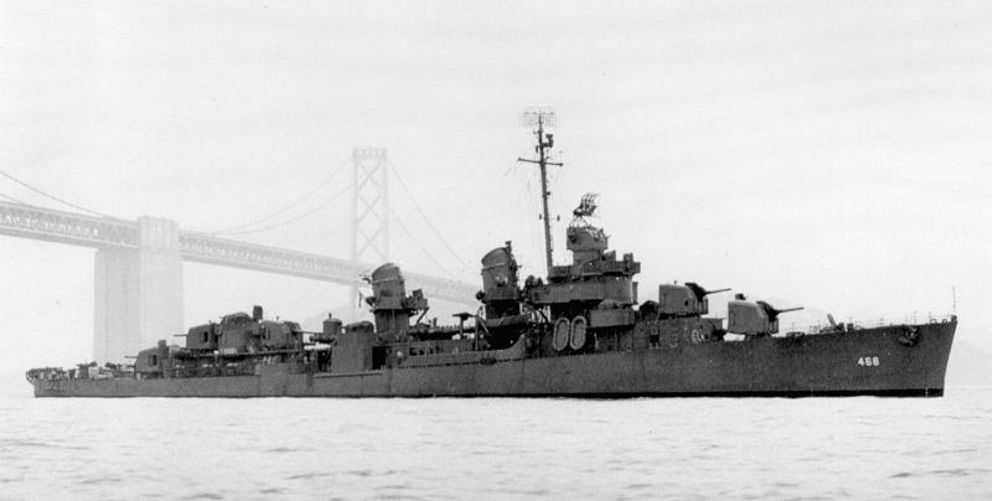
Lo USS Taylor nella baia di San Francisco

Tornato negli Stati Uniti, venne posto in riserva il 31 maggio 1946 per poi essere sottoposto ad un ciclo di lavori nei cantieri di San Francisco a partire dal 9 maggio 1950 e tornare in servizio il 3 dicembre 1951 per partecipare alla guerra di Corea, nel corso della quale venne decorato di altre due Battle Stars.
A partire dal 1965 la nave fu impegnata nelle acque vietnamite in missioni di pattugliamento e di supporto alle forze americane impegnate nella guerra del Vietnam, nella quale guadagnò altre sei Battle Stars.
All'inizio di giugno del 1969 tornata a San Diego venne posta in disarmo dalla US Navy il 3 giugno e il successivo 2 luglio entrò a far parte della Marina Militare Italiana: fu ribattezzato Lanciere con matricola D 560 e formò con altre due vecchi esemplari della classe Fletcher (USS Walker e USS Prichett) la classe Fante. Le condizioni della nave erano tuttavia talmente disastrose che nel gennaio 1970 il Lanciere venne subito posto in disarmo per fornire pezzi di ricambio alle altre due unità.